# Contea di Habahe
Kazakistan
La contea di Habahe (哈巴河县S) o contea di Kaba è una contea della Cina nord occidentale al confine con il Kazakistan, situata nella regione autonoma di Xinjiang e amministrata dalla prefettura di Altay.